# Discografia de Kerli
A discografia da cantora e compositora estoniana Kerli consiste em dois álbuns de estúdio, dois extended plays (EP) e quinze canções lançadas como singles (incluindo quatro em que a artista faz participação). Kerli assinou um contrato com a gravadora Island em 2006 e lançou seu álbum de estreia Love Is Dead em 2008. O disco alcançou o topo da tabela musical R2 Eesti müügitabel na Estônia e a 126.ª posição da Billboard 200 nos Estados Unidos. O primeiro single do Love Is Dead, "Walking on Air", ficou entre os quarenta primeiros lugares pela Europa, onde a música atingiu o número 75 da lista continental European Hot 100 Singles.
Em 2010, a canção de Kerli "Tea Party" foi um single de Almost Alice, trilha sonora inspirada no filme Alice no País das Maravilhas. Após os singles promocionais "Army of Love" e "Zero Gravity" entre 2011–12, o então segundo álbum de estúdio da artista vazou na Internet, o que gerou o lançamento de metade das faixas originais no formato de EP sob o título de Utopia em 2013. O trabalho alcançou os números dez na Estônia e 192 nos Estados Unidos e teve como música de divulgação "The Lucky Ones", esta que ficou no topo da tabela Hot Dance Club Songs no último país.
Em 2016, a cantora saiu da gravadora Island Records para se tornar uma artista independente, lançando em 19 de fevereiro de 2016 "Feral Hearts", seu primeiro trabalho como artista independente. Em 24 de abril de 2016, a cantora fez uma parceria com o DJ americano Illenium, e juntos lançaram "Sound of Walking Away" e "Sound of Where'd U Go". Em 29 de abril de 2016, "Blossom" foi lançada como segundo single do seu tão aguardado terceiro álbum de estúdio. "Diamond Hard" foi lançado em 27 de julho de 2016 como terceiro single. "Spirit Animal" foi lançado como um single autônomo em 19 de dezembro de 2016, antes da canção ser apresentada no Eesti Laul 2017, em uma pré-seleção para o festival Eurovisão da Canção de 2017.
Em 20 de julho de 2018, Kerli fez uma participação em "Never Gone", música do produtor musical americano Said The Sky, incluída no álbum de estréia do produtor, Wide-Eyed.
Em 30 de novembro de 2018, Kerli anunciou em suas redes sociais que estava trabalhando em seu tão aguardado terceiro álbum de estúdio, lançando assim então "Savages", single de avanço do novo trabalho. Shadow Works foi colocado em pré-venda no iTunes Store em 30 de novembro de 2018, e será lançado em 22 de fevereiro de 2019. Seu terceiro álbum será o primeiro a ser lançado de forma independente através do seu próprio selo, Seeking Blue.
A videografia relacionada da estoniana é formada por catorze videoclipes de suas canções. Além da sua própria discografia, Kerli recebe crédito como compositora em músicas de outros artistas, algumas das quais foram lançadas comercialmente por Demi Lovato (com "Skyscraper") e Tarja (com "I Feel Immortal").
| Siglas de países e regiões utilizadas (de acordo com ISO 3166-1 e ISO 3166-2)                                                                                  |                                                                    |
| \| - AUT: Áustria - BE-VLG: Flandres, Bélgica - BE-WAL: Valônia, Bélgica - CHE: Suíça \| - DEU: Alemanha - EST: Estônia - ITA: Itália - USA: Estados Unidos \| |                                                                    |
| - AUT: Áustria - BE-VLG: Flandres, Bélgica - BE-WAL: Valônia, Bélgica - CHE: Suíça                                                                             | - DEU: Alemanha - EST: Estônia - ITA: Itália - USA: Estados Unidos |

## Álbuns

### Álbuns de estúdio
| Título       | Detalhes do álbum                                                                                              | Melhores posições atingidas | Melhores posições atingidas | Melhores posições atingidas | Melhores posições atingidas | Melhores posições atingidas | Melhores posições atingidas | Vendas         |
| Título       | Detalhes do álbum                                                                                              | EST                         | BE-VLG                      | BE-WAL                      | CHE                         | ITA                         | USA                         | Vendas         |
| ------------ | --- | --------------------------- | --------------------------- | --------------------------- | --------------------------- | --------------------------- | --------------------------- | -------------- |
| Love Is Dead | - Lançamento: 7 de julho de 2008 - Gravadora: Island - Formato(s): CD e download digital                       | 1                           | 52                          | 61                          | 92                          | 64                          | 126                         | - EUA: 67 mil1 |
| Shadow Works | - Lançamento: 22 de fevereiro de 2019 - Gravadora: Seeking Blue - Formato(s): CD, download digital e streaming | —                           | —                           | —                           | —                           | —                           | —                           |                |

### Extended plays(EP)
| Kerli                                                                | - Lançamento: 16 de outubro de 2007 - Gravadora: Stolen Transmission - Formato(s): Download digital | —  | —   |
| Utopia                                                               | - Lançamento: 19 de março de 2013 - Gravadora: Island - Formato(s): CD e download digital           | 10 | 196 |
| "—" indica uma obra que não entrou na tabela musical correspondente. | |    |     |

## Singles

### Como artista principal
| 2003                                                                 | "Let's Go"2 (com Locatellis)                             | —  | —  | —  | —  | —  | —  | Melodifestivalen 2003 |
| 2008                                                                 | "Walking on Air"                                         | 35 | 32 | 32 | 37 | 25 | 20 | Love Is Dead          |
| 2009                                                                 | "The Creationist" (com participação de Cesare Cremonini) | —  | —  | —  | —  | —  | —  | Love Is Dead          |
| 2010                                                                 | "Tea Party"                                              | —  | —  | —  | —  | —  | —  | Almost Alice          |
| 2012                                                                 | "The Lucky Ones"3                                        | —  | —  | —  | —  | —  | —  | Utopia                |
| 2016                                                                 | "Feral Hearts"                                           | —  | —  | —  | —  | —  | —  | Obra sem álbum        |
| 2016                                                                 | "Blossom"                                                | —  | —  | —  | —  | —  | —  | Obra sem álbum        |
| 2016                                                                 | "Diamond Hard"                                           | —  | —  | —  | —  | —  | —  | Obra sem álbum        |
| 2016                                                                 | "Spirit Animal"                                          | —  | —  | —  | —  | —  | —  | Obra sem álbum        |
| 2018                                                                 | "Savages"                                                | —  | —  | —  | —  | —  | —  | Shadow Works          |
| 2019                                                                 | "Better"                                                 | —  | —  | —  | —  | —  | —  | Shadow Works          |
| "—" indica uma obra que não entrou na tabela musical correspondente. |                                                          |    |    |    |    |    |    |                       |

### Como artista participante
| Ano  | Obra                                                        | Álbum             |
| ---- | ----------------------------------------------------------- | ----------------- |
| 2012 | "Glow in the Dark" (tyDi com participação de Kerli)         | Obra sem álbum    |
| 2013 | "Something About You" (tyDi com participação de Kerli)      | Obra sem álbum    |
| 2014 | "Worlds Apart" (Seven Lions com participação de Kerli)      | Worlds Apart      |
| 2015 | "Raindrops" (SNBRN com participação de Kerli)               | Obra sem álbum    |
| 2015 | "Build the Cities" (Karma Fields com participação de Kerli) | New Age, Dark Age |

### Singlespromocionais
| Ano  | Obra                   | Álbum          |
| ---- | ---------------------- | -------------- |
| 2008 | "Love Is Dead"4        | Love Is Dead   |
| 2008 | "Creepshow"4           | Love Is Dead   |
| 2011 | "Army of Love"3        | Obra sem álbum |
| 2012 | "Zero Gravity"3        | Obra sem álbum |
| 2013 | "Love Me or Leave Me"5 | Utopia         |

## Videoclipes
| Ano  | Obra                                                        | Diretor(es)                      |
| ---- | ----------------------------------------------------------- | -------------------------------- |
| 2008 | "Love Is Dead"                                              | Josh Mond                        |
| 2008 | "Walking on Air"                                            | Aggressive                       |
| 2008 | "Creepshow"                                                 | Daniel Müntinen e Jaagup Metsalu |
| 2010 | "Tea Party"                                                 | Justin Harder                    |
| 2010 | "Army of Love"                                              | Kaimar Kukk                      |
| 2012 | "Zero Gravity"                                              | Alon Isocianu                    |
| 2012 | "Glow in the Dark" (tyDi com participação de Kerli)         | Darren Teale                     |
| 2012 | "The Lucky Ones"                                            | Ethan Chancer                    |
| 2014 | "Worlds Apart" (Seven Lions com participação de Kerli)      |                                  |
| 2015 | "Raindrops" (SNBRN com participação de Kerli)               |                                  |
| 2015 | "Build the Cities" (Karma Fields com participação de Kerli) | Raven Kwok                       |
| 2016 | "Feral Hearts"                                              | CJ Kask                          |
| 2016 | "Blossom"                                                   |                                  |
| 2016 | "Diamond Hard"                                              | Kerli                            |

## Discografia de composição
| † | Indica canção lançada como single.                 |
| ‡ | Indica as versões da canção lançadas como singles. |

| Canção                     | Artista(s)                    | Compositor(es)                                                       | Álbum                 | Ano  | Ref.   |
| -------------------------- | ----------------------------- | -------------------------------------------------------------------- | --------------------- | ---- | ------ |
| "Back to Life"†            | Don Diablo                    | Kerli Kõiv Don Schipper                                              | Obra sem álbum        | 2014 | [ 49 ] |
| "Ghost"                    | Conjure One com Kristy Thirsk | Rhys Fulber Victoria Jane Horn Kerli Kõiv                            | Holoscenic            | 2015 | [ 50 ] |
| "I Feel Immortal"†         | Tarja                         | Tobias Gad Kerli Kõiv Lindy Robbins Tarja Turunen                    | What Lies Beneath     | 2010 | [ 51 ] |
| "Iialgi"†                  | Violina com Birgit Õigemeel   | Kerli Kõiv Mihkel Mattisen Timo Vendt                                | Maagiline             | 2010 | [ 52 ] |
| "Is It Worth It"           | Soraya                        | Kerli Kõiv                                                           | Universe in Me        | 2013 | [ 53 ] |
| "Ishy"                     | Bad Boy Bill                  | Dan Chase Patrick Julian Kerli Kõiv William Renkosik John Taylor Jr. | The Album             | 2009 | [ 54 ] |
| "See Through"              | Pentatonix                    | Joonas Angeria Thomas Kirjonen Kerli Kõiv                            | PTX, Vol. III         | 2014 | [ 55 ] |
| "Skyscraper"†              | Demi Lovato‡                  | Tobias Gad Kerli Kõiv Lindy Robbins                                  | Unbroken              | 2011 | [ 56 ] |
| "Skyscraper"†              | Joe McElderry                 | Tobias Gad Kerli Kõiv Lindy Robbins                                  | Here's What I Believe | 2012 | [ 56 ] |
| "Skyscraper"†              | Union J                       | Tobias Gad Kerli Kõiv Lindy Robbins                                  | Union J               | 2012 | [ 56 ] |
| "Skyscraper"†              | Sam Bailey‡                   | Tobias Gad Kerli Kõiv Lindy Robbins                                  | The Power of Love     | 2013 | [ 56 ] |
| "Pop"†                     | Mord Fustang com Liinks       | Tony Day Kerli Kõiv Georgia Murray Rauno Roosnurm                    | 9999 in 1             | 2014 | [ 57 ] |
| "Too Much Is Never Enough" | Lisa Lois                     | Tobias Gad Kerli Kõiv Lindy Robbins                                  | Smoke                 | 2009 | [ 58 ] |